# Hawaiian Gardens
Hawaiian Gardens – miasto w Stanach Zjednoczonych, w stanie Kalifornia, w hrabstwie Los Angeles. W 2010 zamieszkiwało je 14 254 osób. Miasto leży na wysokości 10 metrów n.p.m. i zajmuje powierzchnię 2,447 km².
Prawa miejskie uzyskało 14 kwietnia 1964.